# Hiroshi Inagaki
Hiroshi Inagaki (稲垣浩 Inagaki Hiroshi) Tokio, 30 de diciembre de 1905 - Tokio, 21 de mayo de 1980) fue un director de cine japonés, conocido por su trilogía Samurái y el filme El hombre del carrito, ganadora en el Festival Internacional de Cine de Venecia 1958. 
Fue hijo de un actor ambulante, y desde muy joven se dedicó al teatro. Llevó una vida errante, después de quedarse huérfano a los 9 años.
Entró en la productora Nikkatsu comenzando como actor, en la película Yoru dirigida por Mizoguchi en 1923. Poco después fue nombrado director por la productora.
En 1928 dirigió su primera película, La reina de la paz. Hizo muchas jidaigeki (películas del género épico) y varias películas en tres partes, además de adaptaciones literarias como El paso del gran Bodhisattva, (ver Bodhisattva).
Durante la Segunda Guerra Mundial filmó La vida de Muhomatsu, de la cual hizo posteriormente la versión ganadora en el Festival Internacional de Cine de Venecia en 1958, El hombre del carrito. 
Su obra más conocida es la Trilogía Samurái basada en la novela de Eiji Yoshikawa:
- Samurái I: Musashi Miyamoto (1954)
- Samurái II: Duelo en templo Ichijoji (1955)
- Samurái III: Duelo en la isla Ganryu (1956)

Las películas están protagonizadas por Toshirō Mifune, siendo la primera ganadora del Oscar a la mejor película internacional en 1955.
Falleció el 21 de mayo de 1980, debido a problemas de salud derivados del alcoholismo.

## Filmografía
- La reina de la paz (1928)
- Samurái I: Musashi Miyamoto (1954)
- Samurái II: Duelo en templo Ichijoji (1955)
- Samurai III: Duel at Ganryu Island (1956)
- El hombre del carrito (1958)
- Los tres tesoros (1959)
- 47 Ronin (1962)

## Premios y distinciones
Premios Óscar
| Año  | Categoría                          | Película | Resultado |
| ---- | ---------------------------------- | -------- | --------- |
| 1956 | Mejor película de habla no inglesa | Samurái  | Ganador   |

Festival Internacional de Cine de Venecia
| Año  | Categoría   | Película              | Resultado |
| ---- | ----------- | --------------------- | --------- |
| 1958 | León de Oro | El hombre del carrito | Ganador   |